# 오이에르 사라가
오이에르 사라가 에가냐(스페인어: Oier Zarraga Egaña, 1999년 1월 4일, 바스크 주 게초 ~)는 스페인의 프로 축구 선수로, 현재 우디네세에서 중앙 미드필더를 맡고 있다.

## 클럽 경력
사라가는 바스크 주 비스카이아 도 게초 출신으로, 2009년에 고향 로모에서 아틀레틱 빌바오의 유소년부로 둥지를 옮겼다. 그는 2017-18 시즌에 테르세라 디비시온의 연계 구단에서 성인 무대 신고식을 치렀다.
사라가는 2019년 2월 3일에 2군 첫 경기를 치렀는데, 2-1로 이긴 레이오아와의 세군다 디비시온 B 안방 경기에서 가이스카 라라사발과 교체되어 들어갔다. 2019년 6월에 정식으로 2군에 승격된 후, 그는 시즌이 코로나19 범유행으로 중단되기 전까지 2019-20 시즌에 전 경기 출전해 붙박이 주전으로 입지를 다졌다.
2020년 7월, 사라가는 개막 전 일정을 앞두고 1군에 차출되었다. 같은 해 10월 18일, 그는 2-0으로 이긴 레반테와의 안방 경기에서 우나이 로페스와 교체되어 들어가 프로 무대이자 라 리가 첫 경기를 치렀다. 2021년 2월, 그는 2023년 여름까지 유효한 계약서에 서명해 1군 주전으로의 입지를 단단히 했다.